# Jack Osbourne
Pour les articles homonymes, voir Osbourne.
Jack Osbourne, né le 8 novembre 1985 à Londres, est un animateur de télévision anglais surtout connu pour être le fils d'Ozzy Osbourne et de Sharon Osbourne, que l'on découvrit dans l'émission The Osbournes.

## Biographie
Jack nait à St John's Wood dans la Cité de Westminster à Londres. Il a deux sœurs plus âgées, Kelly et Aimee Osbourne, ainsi qu'un demi frère et une demi sœur, Louis John Osbourne et Jessica Hobbs, tous deux enfants du premier mariage de son père Ozzy. Pendant les six premières années de sa vie, Jack vit à Chilterns dans le comté de Buckinghamshire. Alors qu'il a six ans, sa famille déménage à Los Angeles mais revient un an après à Chilterns. À onze ans, Jack et sa famille déménagent cette fois définitivement à Beverly Hills en Californie du Sud.
Ses différents déménagements ont affecté son goût pour l'école ; à huit ans on lui diagnostique une forme de dyslexie, et à dix ans un TDA/H. Jack est alors scolarisé dans une école catholique, où, d'après lui « leur solution était « prie très fort et tu iras mieux ». ». Jack retourne ensuite en Angleterre et y reste un an, avant de revenir en Californie. À son retour il est inscrit dans une école spéciale et doit prendre du méthylphénidate pour combattre son TDA/H, dès l'âge de 11 ans.
Alors que Jack suit partout son père et sa mère en tournée, il se voit offrir, à 14 ans, un partenariat avec Virgin Records, sa mère Sharon étant manager des Smashing Pumpkins sous ce label. Après que celle-ci ait arrêté sa collaboration avec les Smashing Pumpkins, Jack crée A&R and music management, recherchant de nouveaux groupes pour Epic Records, le label de son père. Jack aide de plus sa mère à organiser le festival itinérant Ozzfest, créé par cette dernière, en trouvant certains groupes apparus sur le festival.

## Vie privée
Jack Osbourne s'est fiancé en septembre 2011 avec sa petite amie Lisa Stelly. Ils se sont mariés, le 7 octobre 2012 lors d'une cérémonie intime à Hawaï. Le couple a trois filles : Pearl Clementine (née en avril 2012), Andy Rose (née en juin 2015) et Minnie Theodora (née en février 2018). Trois mois après la naissance de la petite dernière, Jack et Lisa se sont séparés. Le divorce a été prononcé en mars 2019.  
En juin 2012, Jack annonce qu'on lui a diagnostiqué une sclérose en plaques.

## Télévision

### The Osbournes
Jack Osbourne s'est fait vraiment connaître à la télévision en 2002 avec l'émission de télé-réalité The Osbournes. Diffusée sur MTV, l'émission suit le quotidien d'Ozzy et de Sharon, ainsi que de leurs enfants Jack et Kelly (Aimee ne souhaitant pas y participer). L'émission connait un succès énorme et gagne un Emmy Award en 2002. Lorsqu'on lui a parlé du projet de l'émission, Jack a déclaré à sa mère qu'il ne voulait pas être célèbre. Dans l'émission, Jack est montré comme  un adolescent rebelle ne pensant qu'à faire la fête et à se battre avec sa sœur.
Malgré tout The Osbournes ouvre de nombreuses portes à Jack ; il fait ainsi une apparition avec sa famille dans Austin Powers dans Goldmember. Il apparaît aussi dans une publicité pour Pepsi avec sa sœur Kelly lors du Super Bowl de 2003, puis en 2002 dans un épisode de la saison 6 de la série Dawson, puis enfin dans That '70s Show.
Après une première cure de désintoxication en 2003, Jack anime sa propre émission à la télévision sur Channel 4, Union Jack. Après un petit rôle dans le film Une journée à New York, il s'intéresse au fitness et apparaît dans son propre programme, Jack Osbourne : Adrenaline Junkie.

### Jack Osbourne: Adrenaline Junkie
Après avoir perdu près de 22 kg pour l'émission dans un camp d'arts martiaux en Thaïlande, il décide, toujours pour l'émission, d'escalader la montagne El Capitan dans la vallée de Yosemite. Diffusée sur ITV2 au Royaume-Uni et sur Travel Channel aux États-Unis, l'émission suit l'entrainement sportif de Jack pour accomplir différents exploits tels qu'un trek dans la jungle du Belize.        
L'émission est également diffusée en France sous le nom de Jack Osbourne et ses stars sur la chaîne Escales.

## Problèmes de drogue
Dès l'âge de treize ans, Jack Osbourne est un consommateur régulier de marijuana ; il est admis à quatorze ans dans un hôpital pour enfants à cause de son addiction à l'oxycodone. Jack essaye même de se suicider en prenant un mélange d'absinthe, d'héroïne et de WD-40. Après avoir passé dix jours dans un centre de désintoxication à Malibu, il en sortit clean et, depuis, ne touche plus ni à la drogue ni à l'alcool.